# 北津守出入口
北津守出入口（きたつもりでいりぐち）は、大阪府大阪市西成区の阪神高速道路17号西大阪線の出入口料金所。安治川出入口方面のみ接続するハーフICである。

## 道路
- 阪神高速17号西大阪線(17-01)

## 料金所

### 北津守出口料金所
（阪神高速（R43方面）から一般道への出口料金所）
- ブース数：2
  - ETC専用：1
  - ETC/一般：1

なお、時間帯によっては2ブース共に混在運用となる事がある。

### 北津守入口料金所
（一般道から阪神高速（R43方面）への入口料金所）
- ブース数：2
  - ETC専用：1
  - ETC/一般：1

なお、時間帯によっては2ブース共に混在運用となる事がある。

## 接続する道路
- 国道43号

## 周辺
- 南海高野線（汐見橋線）木津川駅
- 木津川

## 備考
- 隣の大正東出入口とは数百メートルしかなく、どちらも隣接する国道43号の木津川大橋に接続している。また、大正東出入口は堺方面のみの接続であるため、ひっくるめて1つのインターチェンジのような形になっている。

## 隣
阪神高速17号西大阪線
南開JCT - (17-01)北津守出入口 - (17-02)大正東出入口 - (17-03)大正西出入口